# جيرار دي نويجر
جيرار دي نويجر (بالهولندية: Gérard de Nooijer) هو لاعب كرة قدم هولندي في مركز الدفاع، ولد في 4 أبريل 1969 في Oost-Souburg ‏ في هولندا. شارك مع منتخب هولندا لكرة القدم. أما مع النوادي، فقد لعب مع سبارتا روتردام وفاينورد ونادي دوردريخت ونادي هيرنفين.